# Cantone di Le Mans-Est-Campagne
Il Cantone di Le Mans-Est-Campagne era una divisione amministrativa dell'arrondissement di Le Mans.
È stato soppresso a seguito della riforma complessiva dei cantoni del 2014, che è entrata in vigore con le elezioni dipartimentali del 2015.
Comprendeva parte della città di Le Mans e i comuni di:
- Challes
- Changé
- Parigné-l'Évêque
- Sargé-lès-le-Mans
- Savigné-l'Évêque
- Yvré-l'Évêque